# Megargel (Alabama)
Megargel es un lugar designado por el censo ubicado en el condado de Monroe en el estado estadounidense de Alabama. En el Censo de 2010 tenía una población de 62 habitantes y una densidad poblacional de 56 personas por km².

## Geografía
Megargel se encuentra ubicado en las coordenadas 31°22′41″N 87°25′50″O / 31.37806, -87.43056. Según la Oficina del Censo de los Estados Unidos, Megargel tiene una superficie total de 1.78 km², de la cual 1.78 km² corresponden a tierra firme y (0%) 0 km² es agua.

## Demografía
Según el censo de 2010, había 62 personas residiendo en Megargel. La densidad de población era de 56 hab./km². De los 62 habitantes, Megargel estaba compuesto por el 91.94% blancos, el 3.23% eran afroamericanos, el 3.23% eran amerindios, el 0% eran asiáticos, el 0% eran isleños del Pacífico, el 0% eran de otras razas y el 1.61% pertenecían a dos o más razas. Del total de la población el 0% eran hispanos o latinos de cualquier raza.